# Желчнокаменная непроходимость кишечника
Желчнокаменная непроходимость кишечника — форма кишечной непроходимости, вызванная желчным камнем в желудочно-кишечном тракте. Симптомы могут включать боли в животе, которые то появляются, то исчезают, рвоту и запоры. Реже может наблюдаться желтоватый оттенок кожи. Осложнения могут включать сепсис и панкреатит.
Факторы риска включают наличие желчных камней размером более 2 см и рецидивирующие эпизоды холецистита. В основе механизма заболевания лежит воспаление, приводящее к образованию соединения между желчным пузырем и желудочно-кишечным трактом, через которое могут проходить желчные камни. Желчные камни могут периодически застревать, чаще всего в нижней части подвздошной кишки. Диагноз может быть поставлен с помощью медицинской визуализации.
Лечение хирургическое. Хирургическое вмешательство может включать удаление желчного камня, закрытие отверстия между желчным пузырем и желудочно-кишечным трактом и удаление желчного пузыря. Зачастую первоначально выполняется только первая часть операции, а при сохранении симптомов проводится повторная операция. Риск смерти составляет около 20 %.
Желчнокаменная непроходимость кишечника случается примерно у 4 из 1000 человек, имеющих желчные камни. На долю желчнокаменной непроходимости приходится около 2,5 % случаев непроходимости тонкого кишечника и менее 0,1 % случаев непроходимости кишечника. Женщины подвержены этому заболеванию в три раза чаще, чем мужчины. Заболевание чаще встречается у людей старше 60 лет. Впервые это состояние было описано у умершего человека Томасом Бартолином в 1654 году.